# There She Goes (canção de Taio Cruz)
"There She Goes" é uma canção do cantor britânico Taio Cruz presente no seu terceiro álbum de estúdio TY.O (2011). A faixa foi lançada fisicamente e digitalmente como terceiro single em 20 de abril de 2012 na Alemanha. A canção possui vocal do rapper, cantor e produtor musical Pitbull. Mais tarde, a faixa foi lançada no Reino Unido em 25 de junho de 2012. No entanto, a versão britânica da faixa não apresenta Pitbull. A faixa alcançou a décima segunda posição no UK Singles Chart. A canção foi escrita por Taio Cruz, RedOne, Armando Perez, Jimmy Joker, AJ Junior e Bilal Hajji e produzida por RedOne e Jimmy Joker.

## Videoclipe
O videoclipe oficial de "There She Goes" foi carregado por Cruz no seu canal oficial no YouTube em 16 de maio de 2012, em um comprimento total de três minutos e trinta e nove segundos. O vídeo não é uma contém participação de Pitbull e não apresentam seus vocais também. Trata-se de Cruz entretendo uma mulher em uma lanchonete no meio do deserto, antes de levá-la em todo o país para uma boate elegante, onde o par realiza a música juntos. Dispõe também de uma série de misteriosos motociclistas que dirigem em torno de Cruz em um parque de estacionamento e um visor de reflexo em todo o horizonte do deserto.

## Faixas
- CD single da Alemanha[5]

1. "There She Goes" – 3:46
2. "There She Goes" (sem Pitbull) – 3:29

- Download digital EP do Reino Unido[6]

1. "There She Goes" (No Pitbull) – 3:28
2. "There She Goes" (Moto Blanco Remix) – 3:25
3. "There She Goes" (Moto Blanco Extended Remix) - 7:13
4. "There She Goes" (Rack 'N' Ruin Remix) – 3:25